# Samevistet på Skansen
För museet Saemien Sijte i Snåsa i Norge, se Saemien Sijte

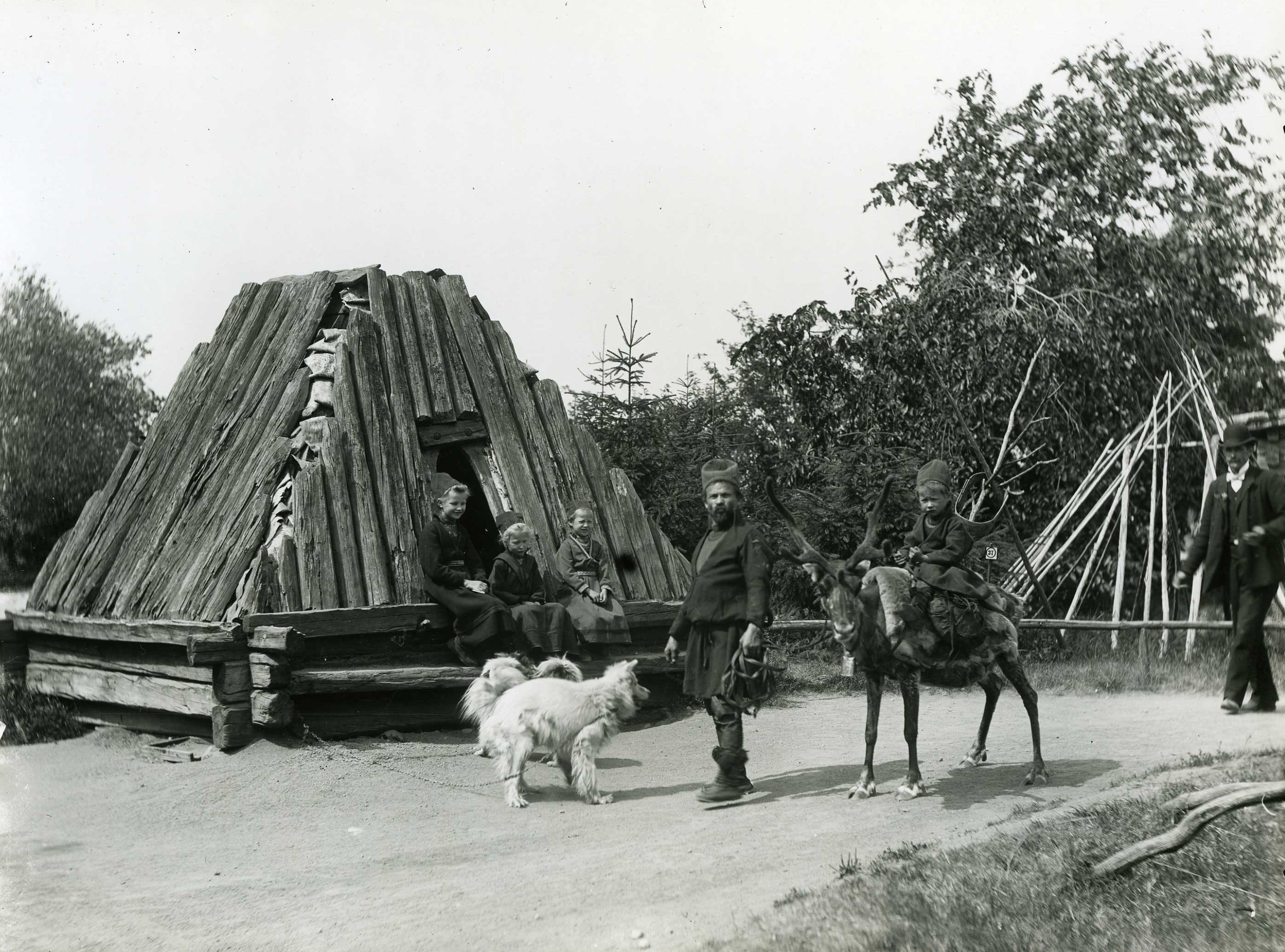
Samekåta på Skansen omkring 1900

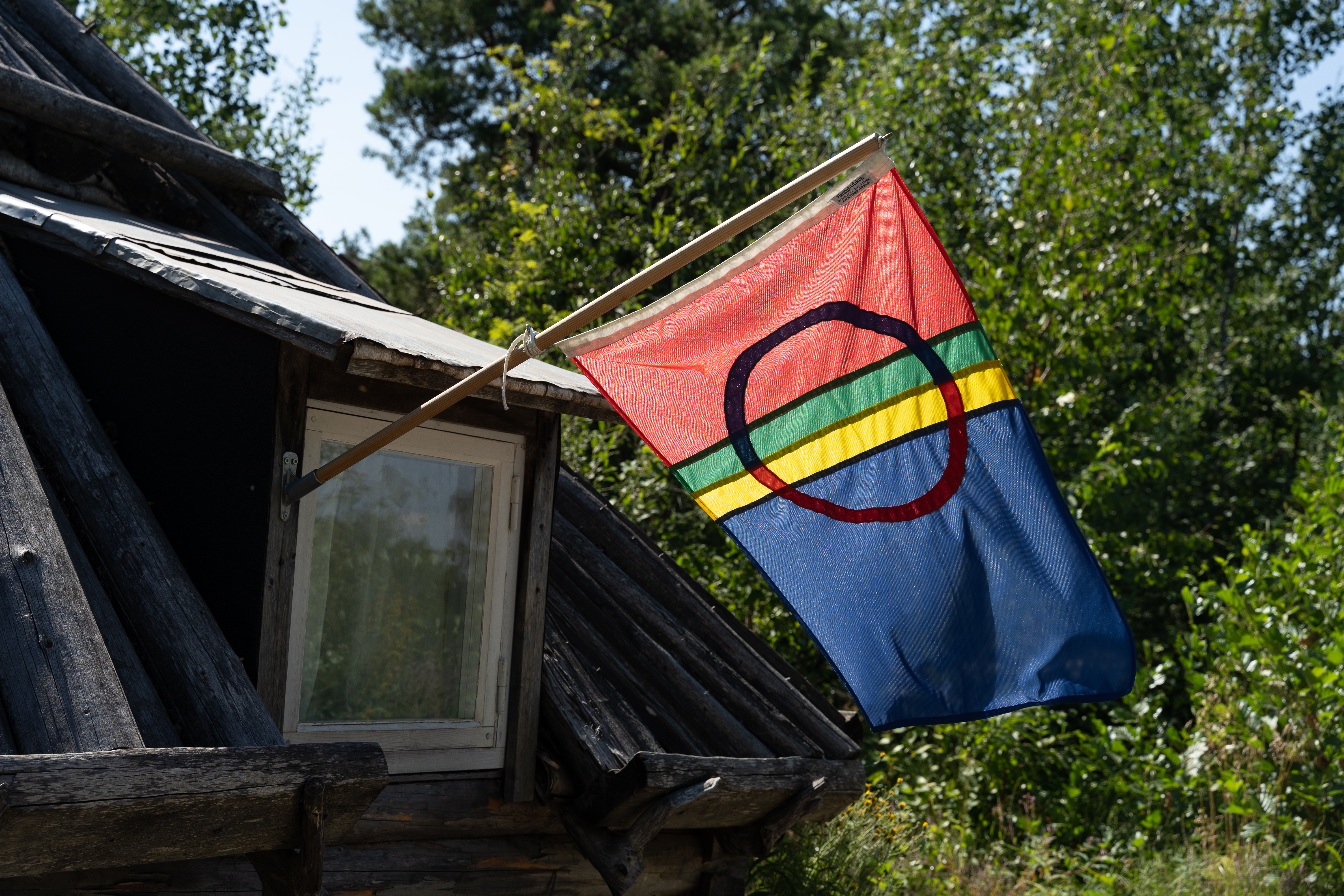
Timmerkåtan

Samevistet på Skansen, Saemien Sïjte, är en grupp i huvudsak sydsamiska museibyggnader på Skansen. 
Samer har varit en del av Skansen sedan det invigdes 1891. År 1920 uppfördes ett sameviste, vilket delvis nyuppfördes 2005. Det består av en sydsamisk torvkåta, en stolpbod och en njalla. 
- Den nya torvkåtan, en bågstångskåta, byggdes under ledning av Jon Paul Persson från Tåssåsens sameby.[1] Stommen består av fyra bågstänger, en mittås, två bågträn samt tre klykstänger, varav två till dörromfattning och en för att stötta kåtans köksdel i sidled. Till taket användes, förutom grästorv och näver, omkring 100 randbarkade och torkade björkslanor.[2]

- Timmerkåtan uppfördes 2006 och är en kopia av en kåta i sommarvistet Vaektergietjije (Väktardalen), ett sommarviste i Raedtievaerie sameby. Kåtans tak har näver som tätskikt samt takved. Skorstenen är ett plåtrör.

- Den ena förrådsbyggnaden är en stolpbod som kommer från ett viste vid Oldfjällen i nuvarande Njaarke sameby. Den flyttades till Skansen 1915. Den har årtalet 1886 inristat på insidan. Det är stolpbod på fyra stolpar med rotfötter (gåsfotsbod).

- Den andra förrådsboden är en njalla, en enstolpig timrad bod, som är en kopia från 1980-talet av en njalla, som sattes upp 1891 på Skansen. Den ursprungliga njallan, som finns på Nordiska museet, kommer från ett viste inom nuvarande Baste samebys område i Lule lappmark i Gällivare socken. Den stod på en rotfast tall och var konstruerad av furu. Den är mindre än många njallor och har väggar som lutar utåt. Den är 135–165 centimeter lång och 115–135 centimeter bred. Innergolvet är 100 x 90 centimeter.

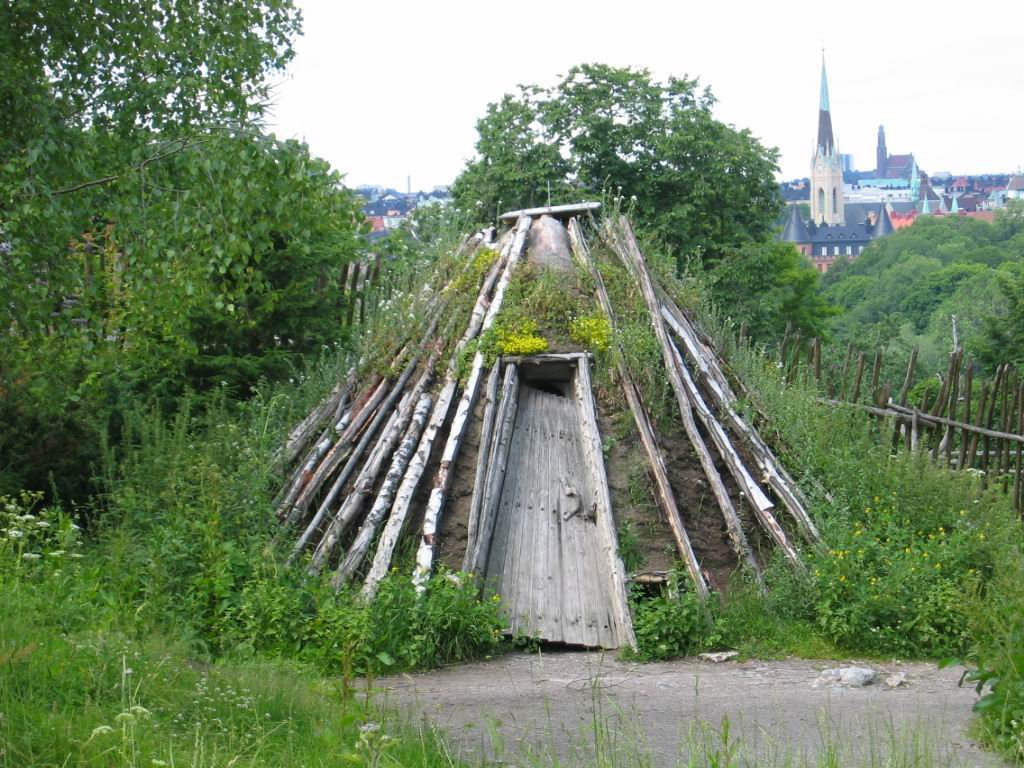
Den äldre torvkåtan, 2005
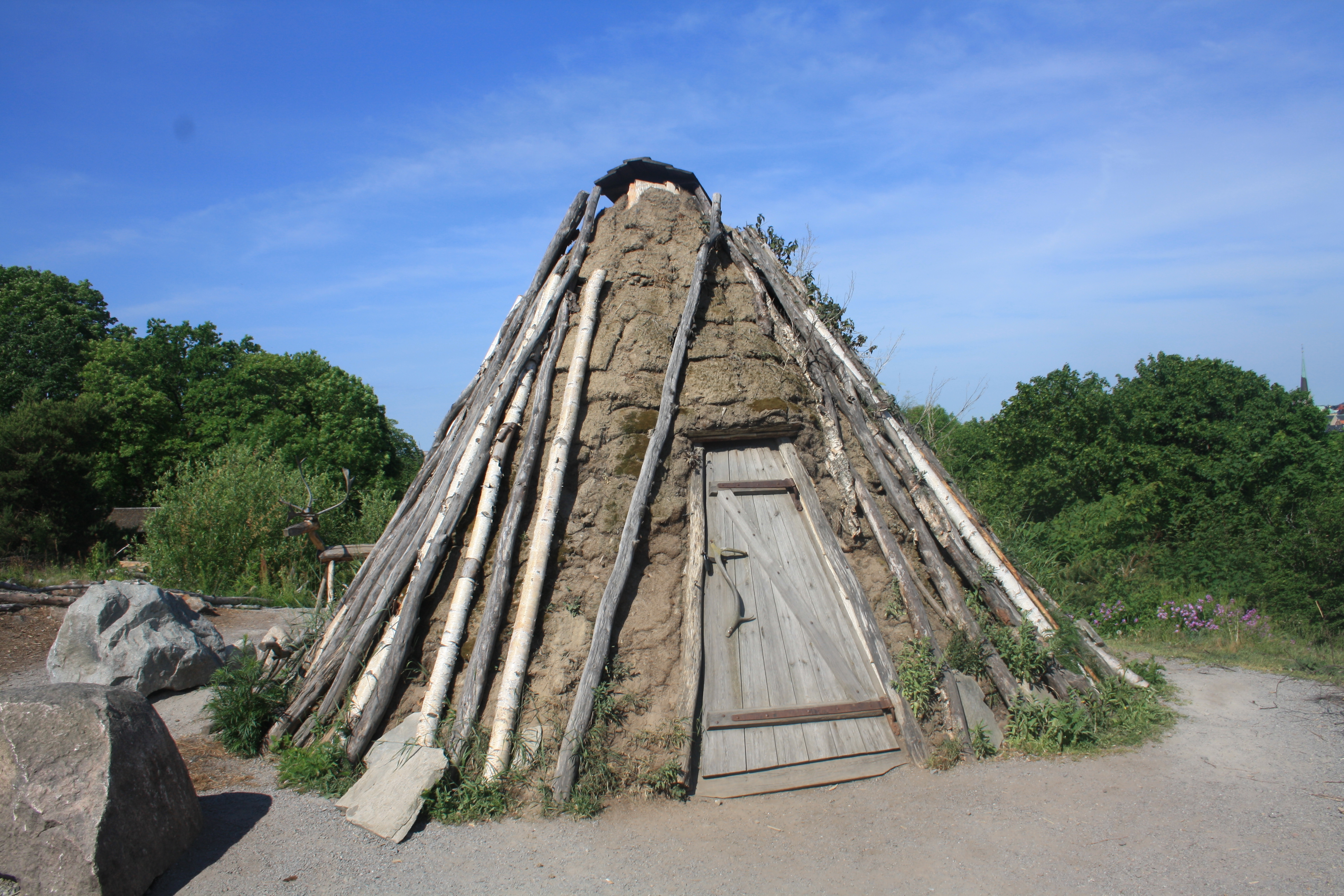
Den nyare torvkåtan, 2011
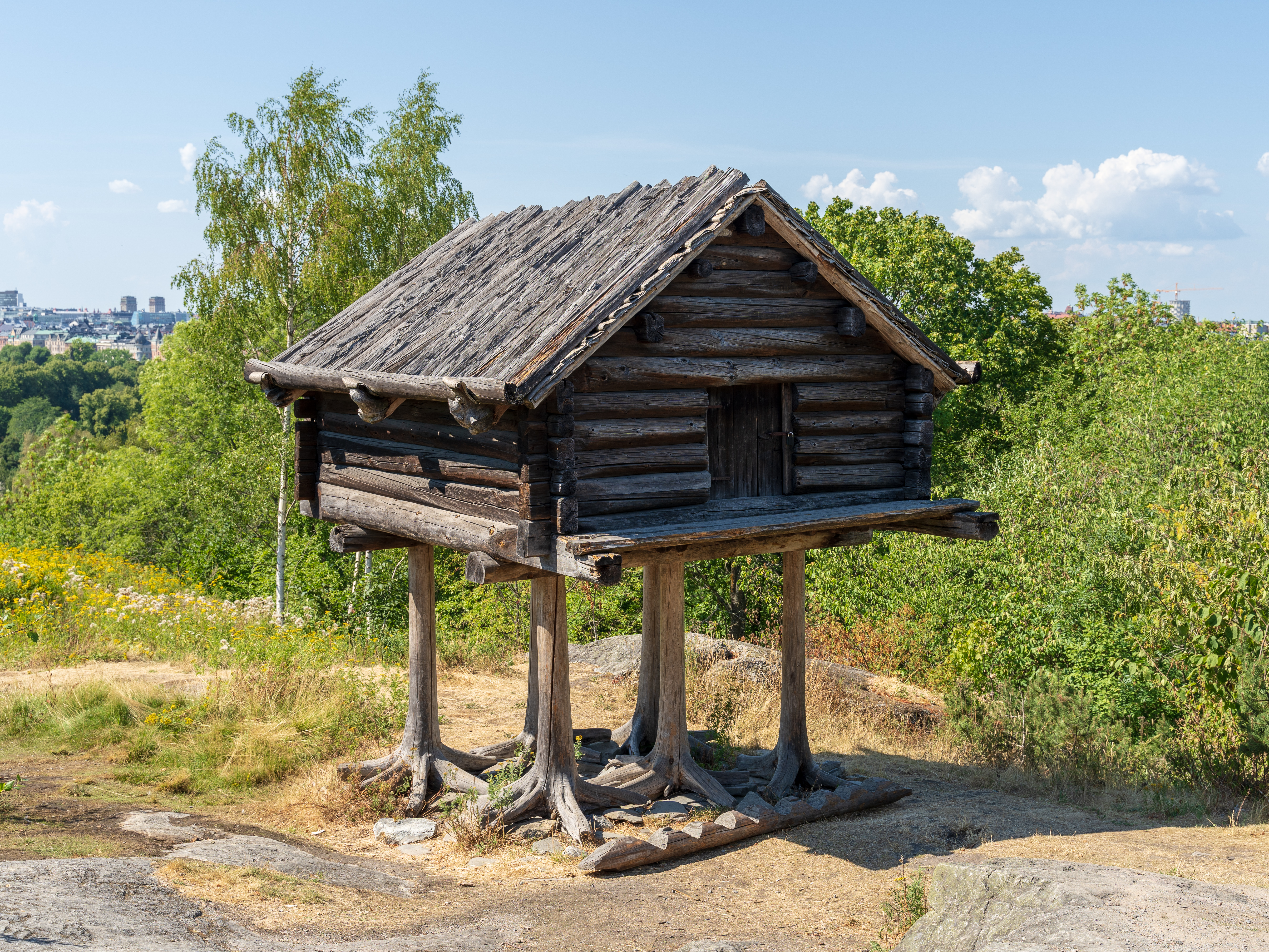
Knuttimrad stolpbod
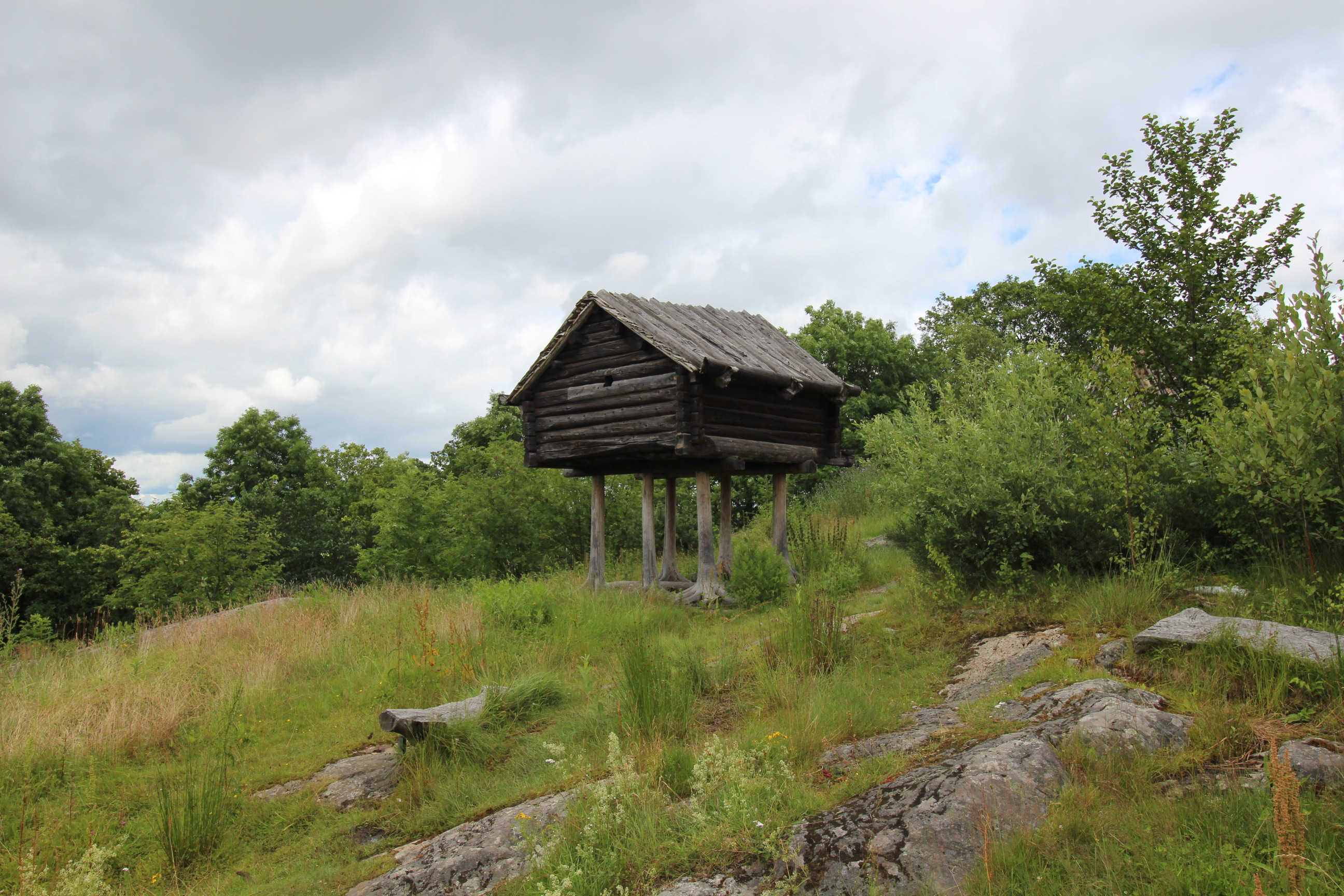
Knuttimrad stolpbod
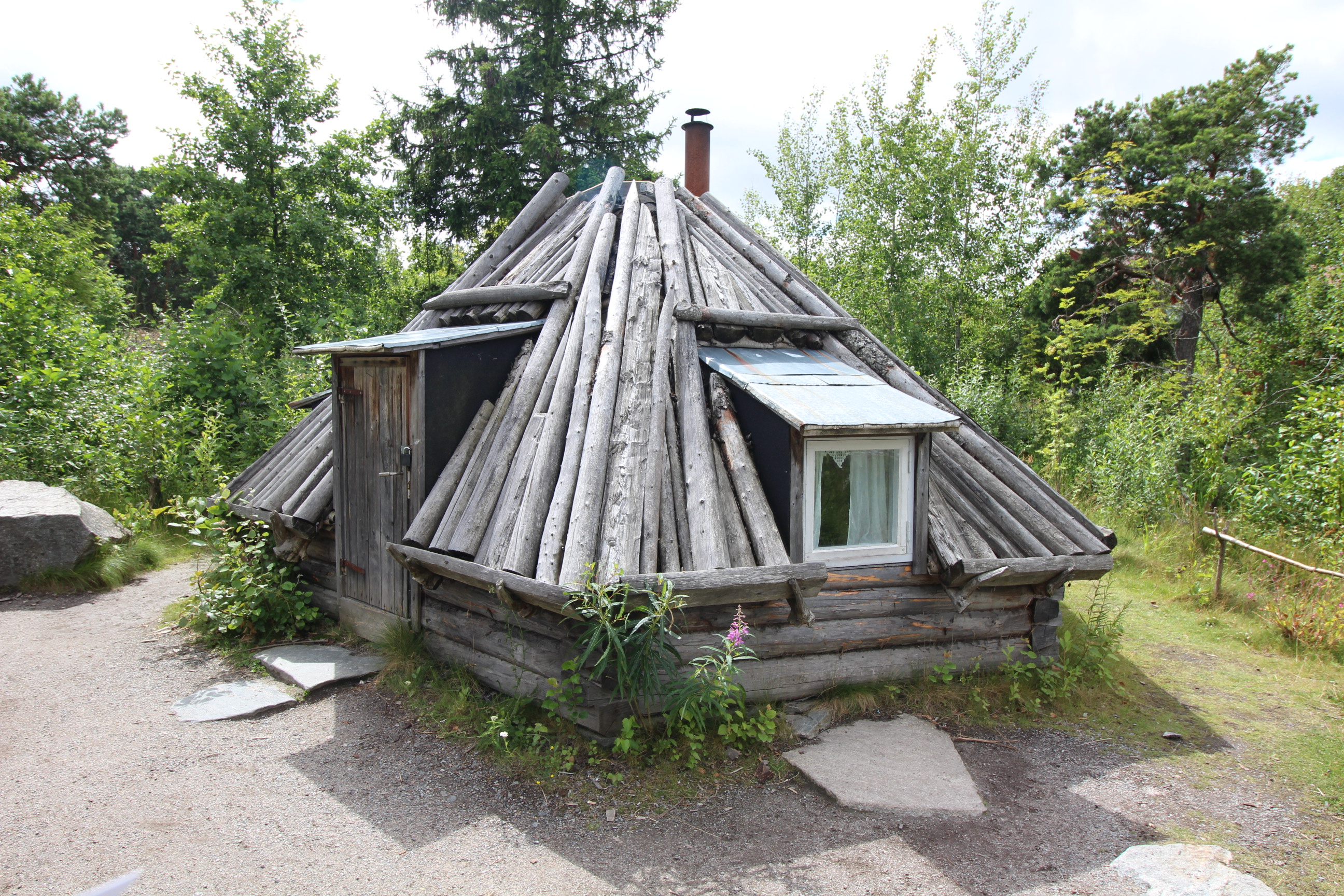
Timmerkåtan